# Casa Sirotti
Das Casa Sirotti ist ein kleiner Palast aus dem 15. Jahrhundert im historischen Zentrum von Cesena in der italienischen Region Emilia-Romagna. Es liegt an der Ecke der Via Cesare Montalti und dem Vicolo Pasolini. Er ist ein Anbau an den Palazzo Sirotti Gaudenzi.

## Geschichte
Die Ursprünge des Gebäudes gehen auf die Zeit der Malatestas im 15. Jahrhundert zurück.
Der Sage nach hat hier der Heilige Karl Borromäus gelebt, von dem bis zum 19. Jahrhundert ein Porträtfresko im Treppenhaus des Gebäudes sichtbar war.

## Beschreibung
Der Palast ist durch zwei nüchterne Renaissancefassaden auf die Via Cesare Montalti und den Vicolo Pasolini hinaus gekennzeichnet. Im Innenhof findet man eine alte Loggia. Besonders letztere ist mit Pilastern und Säulen geschmückt, an deren oberen Enden sich Kapitelle aus der Zeit der Malatestas befinden.
Koordinaten: 44° 8′ 21,4″ N, 12° 14′ 36,5″ O